# Baloșani
Baloșani – wieś w Rumunii, w okręgu Gorj, w gminie Stejari. W 2011 roku liczyła 532 mieszkańców.